# Paulo Figueiredo (blogueiro)
Paulo Renato de Oliveira Figueiredo Filho (29 de dezembro de 1983) é um blogueiro brasileiro de extrema-direita, neto do ex-presidente João Figueiredo e atualmente foragido da Justiça.

## Biografia

Paulo Figueiredo é neto do ditador João Figueiredo (imagem).

Paulo Renato de Oliveira Figueiredo Filho nasceu em 29 de dezembro de 1983. É neto do ex-presidente João Figueiredo, último presidente da ditadura militar brasileira, e filho de seu primogênito, Paulo Figueiredo, com Elaine Maria Ferro Rebello. Figueiredo Filho é formado em economia, e começou sua carreira no segmento de hotelaria de luxo no Rio de Janeiro, onde conheceu Donald Trump. Com efeito, foi sócio de Trump na construção do Trump Hotel na capital fluminense. Em 2019, após chegar a ser considerado foragido pela Interpol, Figueiredo foi preso por alguns dias em Miami em meio à operação Circus Maximus, sendo suspeito de integrar esquema de pagamento de propinas a dirigentes do Banco de Brasília em troca de recursos para a construção do então Trump Hotel.
Figueiredo tornou-se comentarista da Jovem Pan em 2020; no canal, incitou extremistas bolsonaristas a iniciarem uma guerra civil no Brasil. Foi afastado no ano seguinte e depois demitido, quando já era alvo de investigação por disseminar fake news.

## Atividades golpistas e de lesa-pátria

### Tentativa de golpe
Em janeiro de 2023, Paulo Figueiredo teve as contas em redes sociais suspensas, junto de Rodrigo Constantino e Guilherme Fiuza, por estar sob investigação pela divulgação de discursos de ódio e antidemocráticos.
Em 18 de fevereiro de 2025, Figueiredo foi denunciado pela Procuradoria-Geral da República por tentativa de golpe. De acordo com a Polícia Federal, ele atuou em operação de "propagação de desinformação golpista e antidemocrática". Figueiredo era parte de um grupo que tinha uma "missão" no golpe de Estado, sendo responsável – ao lado de Braga Netto, Mauro Cid, entre outros – por incitar militares a aderirem aos atos golpistas, de acordo com relatório do Supremo Tribunal Federal.
Conversas com Mauro Cid revelaram Figueiredo preocupado com o 8 de Janeiro, classificando-o como "estupidez sem tamanho", ao mesmo tempo em que Cid afirmava que Jair Bolsonaro se havia recusado a se manifestar a respeito dos atos. Segundo o procurador-geral da República, Paulo Gonet, Figueiredo recebeu antecipadamente uma carta produzida pelos "golpistas" com a finalidade de pressionar o comando do Exército a aderir ao golpe em curso; com efeito, ele expôs, em transmissões ao vivo e com conhecimento do coronel Correa Neto, militares contrários "a uma ação mais direta, contundente das Forças Armadas" e que não se haviam alinhado ao golpismo.
| “ | O influenciador buscou forjar um cenário de coesão dentro do Exército Brasileiro sobre a necessidade da intervenção armada, retratando os dissidentes como desertores, merecedores de repúdio pessoal e virtual. Aderiu, pois, ao projeto golpista da organização criminosa, do qual tinha ciência prévia, e instrumentalizou a sua condição de comunicador para provocar a cooptação do Alto Comando do Exército ao movimento golpista. | ” |

Subsequentemente o ministro Alexandre de Moraes decretou a prisão preventiva de Figueiredo e o cancelamento de seu passaporte; segudo Moraes, ele "atenta contra a democracia do Brasil sem ter coragem de viver no Brasil e só tem influência sobre os militares por ser neto do último presidente durante o tempo de golpe militar". Como mora nos Estados Unidos, Figueiredo não foi encontrado e é considerado foragido da Justiça. Moraes solicitou depois que a Defensoria Pública da União assumisse o caso.

### Ataques à soberania brasileira

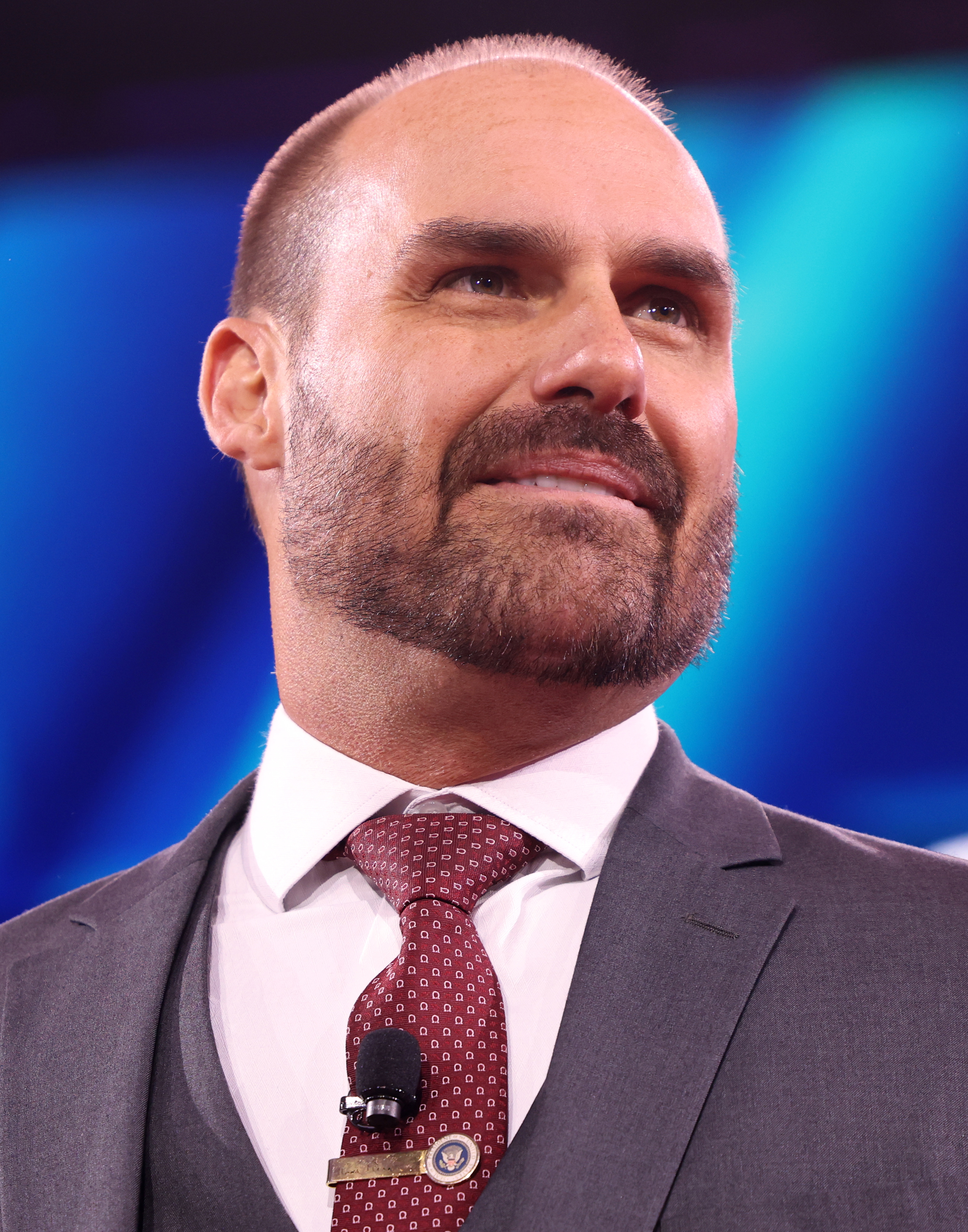
Junto de Eduardo Bolsonaro (imagem), Paulo Figueiredo ativamente articula sanções contra o Brasil nos Estados Unidos.

Junto do deputado federal Eduardo Bolsonaro, Paulo Figueiredo é tido como líder do lobby anti-Brasil nos Estados Unidos em 2025, articulando ativamente punições a autoridades brasileiras. Ambos admitiram participação em reuniões em Washington onde se discutiram sanções e tarifas comercias contra o Brasil; com efeito, em uma sabatina no podcast Inteligência Ltda., confessaram não apenas saber da possibilidade de taxação por Donald Trump, como terem opinado favoravelmente a ela.
Em julho de 2023, quando uma comitiva de senadores brasileiros se dirigia aos Estados Unidos a fim de discutir o tarifaço de Trump, Figueiredo afirmou que estavam "perdendo tempo" e que iriam "quebrar a cara", pois era necessário "um compromisso de que o Brasil atenderá as demandas do presidente Trump". Eduardo Bolsonaro também disse que quaisquer negociações brasileiras precisariam passar por ele e Figueiredo, argumentando que "os canais corretos a serem buscados não são com os políticos tradicionais, mas sim comigo e com Paulo Figueiredo". Figueiredo já sustentou nas redes sociais que, graças a ele, os ministros Luís Roberto Barroso e Gilmar Mendes foram "poupados" das sanções contra Moraes; em outra ocasião, afirmou ao lado de Eduardo Bolsonaro que estavam organizando reuniões em Washington a fim de "tramar" contra Moraes.
É atualmente investigado no mesmo inquérito de Eduardo Bolsonaro, no qual se apuram os crimes de coação no curso do processo, obstrução de investigação e tentativa de abolição violenta do Estado Democrático de Direito. Segundo o Metrópoles, fontes da Polícia Federal afirmam haver "evidências claras" de que Figueiredo e Eduardo atuam em parceria para interferir no funcionamento do Poder Judiciário, instigando sanções contra ministros do Supremo Tribunal Federal e integrantes do Ministério Público.